# Jeanine van Dalen
Jeanine van Dalen (* 18. Juni 1986 in Rotterdam) ist eine niederländische Fußballspielerin, die in der Saison 2009/10 für ADO Den Haag in der Eredivisie spielt.

## Vereinskarriere
Van Dalen spielte als Kind und Jugendliche in den Jungenmannschaften von SSS aus Klaaswaal. Nach einer Saison beim RVVH in Ridderkerk wechselte sie 2007 in die neu gegründete Eredivisie zu ADO, wo die linke Verteidigerin gemeinsam mit Dyanne Bito in der Abwehr stand. Am Ende der Saison 2008/09 wurde sie von der Zeitschrift Vrouw en Voetbal als beste Spielerin der Eredivisie mit dem Goldenen Schuh ausgezeichnet.

## Nationalmannschaft
Am 20. August 2005 debütierte van Dalen bei einem Match in Oulu gegen Finnland in der niederländischen Nationalmannschaft. Bis September 2009 machte sie vier Länderspiele. Sie gehörte zum Aufgebot der Niederländerinnen bei der Europameisterschaft 2009, kam in Finnland jedoch nicht zum Einsatz.